# Рудня-Дудичская
Рудня-Дудичская (бел. Рудня-Дудзіцкая) — деревня в Ровковичском сельсовете Чечерском районе Гомельской области Беларуси.

## География

### Расположение
В 19 км на северо-запад от Чечерска, 25 км от железнодорожной станции Буда-Кошелёвская (на линии Гомель — Жлобин), 50 км от Гомеля.

## Транспортная сеть
Транспортные связи по просёлочной, потом по шоссе Довск — Гомель. Деревянные крестьянские усадьбы стоящие вдоль просёлочной дороги.

## История
Согласно письменным источникам известна с XIX века как селение в Дудичской волости Рогачёвского уезда Могилёвской губернии. Согласно переписи 1897 года в деревне Дудичская Рудня (она же Рудня) действовали хлебозапасный магазин, ветряная мельница.
В 1926 году работало почтовое отделение, в Дудичском сельсовете Чечерского района Гомельского округа. 50 % жителей составляли польские семьи. В 1930 году организован колхоз. 29 жителей погибли на фронтах Великой Отечественной войны. Согласно переписи 1959 года в составе производственного предприятия «Возрождение» (центр — деревня Холочье).

## Население

### Численность
- 2004 год — 3 хозяйства, 4 жителя.

### Динамика
- 1897 год — 34 двора, 256 жителей (согласно переписи).
- 1926 год — 62 двора, 346 жителей.
- 1959 год — 296 жителей (согласно переписи).
- 2004 год — 3 хозяйства, 4 жителя.